# Бо Ян
Бо Ян (кит. трад. 柏楊, упр. 柏杨, пиньинь Bó Yáng; 7 марта 1920, Кайфын, Хэнань, Тайвань — 29 апреля 2008, Тайбэй, Тайвань) — известный тайваньский писатель, журналист, переводчик, диссидент, историк, правозащитник 2-й половины XX — начало XXI веков.

## Биография

### Рождение, ранние годы
Родился под именем Го Диншэн (郭定生), впоследствии несколько раз менял имя. В средней школе состоял в молодёжной организации Националистической партии Китая Гоминьдан. В 1938 г. вступил в партию. Учился в Национальном Северо-Западном университете.

### Личная жизнь
Бо Ян был женат пять раз, оставил пятерых детей. С последней женой, поэтессой Жанет Чжан Сянхуа, прожил 30 лет.

### Становление
После победы КПК на материке в 1949-м Бо эвакуируется на Тайвань. В 1950 г. он отсидел в тюрьме полгода за то, что слушал коммунистическое радио.
В 50-х сменил несколько профессий, начал писать романы. Затем устраивается политическим обозревателем в небольшую либеральную газету «Независимые вечерние новости». В 1960 г. он берёт псевдоним Бо Ян.
В 1961 обратил на себя внимание романом «Чужая земля» (異域), в котором описал лишения солдат Гоминьдана в районе опиумного Золотого треугольника. Роман разошёлся миллионным тиражом и даже был экранизирован. Командование этих военных частей, бежавшее на Тайвань при наступлении НОАК, было возмущено.
1968 г. — Бо Ян арестован по обвинению в «шпионаже в пользу коммунистов и нападках на вождей нации». Поводом для ареста стал перевод Бо Яном американского комикса «Моряк Попай», который был расценен как пародия на отмену свободных президентских выборов на Тайване. Моряк Попай, устанавливая свою власть на острове, в переводе Бо Яна использует лексику Чан Кайши. На судебном процессе прокурор требовал смертной казни, но суд приговорил г-на Бо к 12-ти годам тюремного заключения. В тюрьме, на Зелёном острове (Людао), Бо Ян занялся исследованием истории Китая и написал на эту тему несколько работ.
После смерти Чан Кайши и прихода к власти его старшего сына Цзян Цзинго приговор г-ну Бо сократили до 8 лет. Тем не менее, по истечении этого срока Бо Яна не освободили. Только под давлением таких организаций как «международная амнистия» его выпустили на свободу. Бо Ян провёл в тюрьме более 9 лет.

### Расцвет, зрелые годы
В 1984 году, после поездки в США, Бо Ян издаёт свою самую знаменитую книгу «Эти отвратительные китайцы» («Гадкий китаец», 醜陋的中國人), которая вызвала в китайском мире настоящий шок: Бо Ян нарушил традицию не писать плохо о китайской культуре. В своём очерке он раскритиковал философию, политику, быт китайской нации на протяжении всей её истории. Книга выдержала несколько изданий на Тайване, в Гонконге, Китае, Юго-Восточной Азии, США.
В 1994 году Бо Ян основал в Тайбэе секцию «международной амнистии» и два года был её руководителем.
За свою долгую жизнь Бо Ян написал более 200 произведений.

### Конец жизни, смерть
В 2000 году, впервые за прошедшие 50 лет президентом Тайваня был избран представитель ДПП, Чэнь Шуйбянь, который присвоил Бо Яну звание «Почётного политического советника». Но в 2006-м разразился коррупционный скандал с участием президента и его семьи. Бо Ян выразил разочарование по поводу деятельности администрации ДПП, а также выразил обеспокоенность в том, что к власти опять могут прийти националисты. Так и произошло: на выборах в марте 2008 года победил представитель Гоминьдана.
В 2006 г. Бо Яну присуждена степень Почётного доктора Национального Тайнанского университета.
29 апреля 2008 года Бо Ян скончался в больнице от осложнения пневмонии.

## Интересные факты
- Бо Ян сам не знал точную дату своего рождения, его друзья назначили ему день рождения на 7 марта, день его ареста в 1968 году.
- После кремации часть праха г-на Бо развеяли на берегу Зелёного острова, где находилась его тюрьма, а другая часть будет захоронена на родине, в Китае.